# 作用素環論
作用素環論（さようそかんろん、英: theory of operator algebras）とは、作用素環とよばれるクラスの位相線型環を主に研究する数学の分野である。研究対象の直接的な定義からは複素数体上無限次元の線型代数学と言え、普通関数解析学に分類されている。しかし、その手法や応用はいわゆる代数学・幾何学・解析学の諸分野に幅広くわたり、アラン・コンヌが提唱する非可換幾何の枠組みを与えていることでも特筆される。
作用素環とは普通ヒルベルト空間上の有界線型作用素（連続な線型写像）のなす複素数体上の線型環に適当なノルムによる位相を定めたもので、随伴作用 (英: adjoint operation)とよばれる対合変換 (英: involution)で閉じたもののことを指す。この随伴作用は複素行列の共役転置作用をヒルベルト空間上の作用素について考えたものであり、有限次元の線型代数学と同様に自己共役作用素やユニタリ作用素が理論の展開に重要な役割をはたす。主要な作用素環のクラスとしては、局所コンパクト空間上の複素数値連続関数環の「量子化」を与えていると考えられるC*-環や、可測関数環に対応するフォン・ノイマン環があげられる。それ以外にも、考える作用素環の無限性をとらえる非有界（自己共役）作用素も決定的な役割を果たしているし、多様体上の微分構造に対応するより繊細な構造の位相環と、それらに対するド・ラームコホモロジーの類似物なども研究されている。
このような作用素環が可換になったり I 型とよばれる簡単な構造を持つ場合にさまざまな（作用素環以前の）古典的な対象が現れ、作用素環の構造が複雑になるほど古典的な数学では捉えにくい複雑な状況が表されていると考えられる。作用素環論の主な目標として、このように作用素環によって「非可換」化・量子化された幾何的対象を表現し、通常の図形と（可分）位相群などとを統一的に理解することや、それらに対するホモロジー・コホモロジー的な理論（K理論）の構成と理解などが挙げられる。
1930年代のフランシス・ジョセフ・マレーとフォン・ノイマンのフォン・ノイマン環に関する一連の論文や、1940年代のイズライル・ゲルファントとマルク・ナイマルクによるC*-環に関する研究が作用素環論の始まりだといわれている。可換環と局所コンパクト空間の圏の同値性を与えるゲルファント・ナイマルクの定理はアレクサンドル・グロタンディークによるスキームの概念にも影響を与えている。1970年代に冨田・竹崎理論を駆使してコンヌが III 型フォン・ノイマン環の分類をほぼ完成させた。1980年代にはヴォーン・ジョーンズによって部分因子環 (英: subfactor)の理論と、その派生物としてトポロジーにおける結び目の不変量を与えるようなジョーンズ多項式が得られた。一方で作用素環はそのはじめから数理物理（特に量子力学）の定式化に使われることが意識されており、現在でも物理学とのあいだに活発な交流がある。
日本の作用素環論の研究者で1994年以降、ICMで全体講演をしたものはいないが、招待講演者の中には小沢登高、泉正己、河東泰之がいる。